# Tom Mison
Tom Mison, född 23 juli 1982 i Surrey, är en brittisk skådespelare.
Mison har bland annat medverkat i TV-serierna Sleepy Hollow (2013-2017) Watchmen från 2019 och The Ex-Wife från 2022. Han har även medverkat i filmen Laxfiske i Jemen från 2011.

## Filmografi (i urval)
- 2011: Laxfiske i Jemen
- 2013-2017: Sleepy Hollow
- 2019: Watchmen
- 2022: The Ex-Wife